# Charles Blagden
Charles Blagden (Wotton-under-Edge, Gloucestershire, 17 de abril de 1748 — 26 de março de 1820, Arcueil, França) foi um físico e químico inglês.

## Ciências
Em junho de 1783, Blagden, então assistente de Henry Cavendish, visitou Antoine Lavoisier em Paris e descreveu como Cavendish criou água queimando "ar inflamável". A insatisfação de Lavoisier com a teoria de "desflogistinização" de Cavendish o levou ao conceito de uma reação química, que ele relatou à Royal Academy of Sciences em 24 de junho de 1783, efetivamente fundando a química moderna. Foi eleito Membro Honorário Estrangeiro da Academia de Artes e Ciências dos Estados Unidos em 1789. Ele foi eleito para a Sociedade Filosófica Americana em 1789.
Blagden fez experiências com a capacidade humana de resistir a altas temperaturas. Em seu relatório para a Royal Society em 1775, ele foi o primeiro cientista ocidental a reconhecer oficialmente o papel da transpiração na termorregulação.
Os experimentos de Blagden sobre como substâncias dissolvidas como o sal afetam o ponto de congelamento da água levaram à descoberta de que o ponto de congelamento de uma solução diminui em proporção direta à concentração da solução, agora chamada de Lei de Blagden.

## Reconhecimentos
Em 1788 recebeu a Medalha Copley, e em 1792 foi nomeado Sir.